# Quận Greene, North Carolina
Quận Greene là một quận nằm ở tiểu bang Bắc Carolina.  Tại thời điểm năm 2000, quận có dân số 18.974 người, năm 2006, dân số khoảng 20.157 người,. Quận lỵ đóng ở Snow Hill6.
Greene County là một member of the regional Eastern Carolina Council of Governments.

## Địa lý
Theo Cục điều tra dân số Hoa Kỳ, quận có tổng diện tích 266 dặm Anh vuông (689 km²), trong đó, 265 dặm Anh vuông (687 km²) là diện tích đất và 0 dặm Anh vuông (1 km²) trong tổng diện tích (0,18%) là diện tích mặt nước.

### Các thị trấn
Quận được chia thành 9 xã: Bull Head, Carrs, Hookerton, Jason, Olds, Ormondsville, Shine, Snow Hill, và Speights Bridge.

### Các quận giáp ranh
- Quận Pitt, Bắc Carolina – Đông bắc
- Quận Lenoir, Bắc Carolina – Nam
- Quận Wayne, Bắc Carolina – Tây
- Quận Wilson, Bắc Carolina – Tây bắc

## Thông tin nhân khẩu
Theo cuộc điều tra dân số2 tiến hành năm 2000, quận này có dân số 18.974 người, 6.696 hộ, và 4.955 gia đình sinh sống trong quận này. Mật độ dân số là 72 người trên mỗi dặm Anh vuông (28/km²). Đã có 7.368 đơn vị nhà ở với một mật độ bình quân là 28 trên mỗi dặm Anh vuông (11/km²).  Cơ cấu chủng tộc của dân cư sinh sống tại quận này gồm 51,83% người da trắng, 41,21% người da đen hoặc người Mỹ gốc Phi, 0,30% người thổ dân châu Mỹ, 0,09% người gốc châu Á, 0,01% người các đảo Thái Bình Dương, 5,75% từ các chủng tộc khác, và 0,80% từ hai hay nhiều chủng tộc.  7,96% dân số là người Hispanic hoặc người Latin thuộc bất cứ chủng tộc nào.
Có 6,696 hộ trong đó có 34,30% có con cái dưới tuổi 18 sống chung với họ, 52,10% là những cặp kết hôn sinh sống với nhau, 17,30% có một chủ hộ là nữ không có chồng sống cùng, và 26,00% là không gia đình. 22,60% trong tất cả các hộ gồm các cá nhân và 10,00% có người sinh sống một mình và có độ tuổi 65 tuổi hay già hơn.  Quy mô trung bình của hộ là 2,65 còn quy mô trung bình của gia đình là 3,09,
Phân bố độ tuổi của cư dân sinh sống trong huyện là 25,30% dưới độ tuổi 18, 9,40% từ 18 đến 24, 30,90% từ 25 đến 44, 22,30% từ 45 đến 64, và 12,10% người có độ tuổi 65 tuổi hay già hơn.  Độ tuổi trung bình là 36 tuổi. Cứ mỗi 100 nữ giới thì có 105,70 nam giới. Cứ mỗi 100 nữ giới có độ tuổi 18 và lớn hơn thì, có 103,90 nam giới.
Thu nhập bình quân của một hộ ở quận này là $32.074, và thu nhập bình quân của một gia đình ở quận này là $36.419, Nam giới có thu nhập bình quân $27.048 so với mức thu nhập $21.351 đối với nữ giới. Thu nhập bình quân đầu người của quận là $15.452, Khoảng 16,00% gia đình và 20,20% dân số sống dưới ngưỡng nghèo, bao gồm 28,30% những người có độ tuổi 18 và 20,50% là những người 65 tuổi hoặc già hơn.